# Mammy

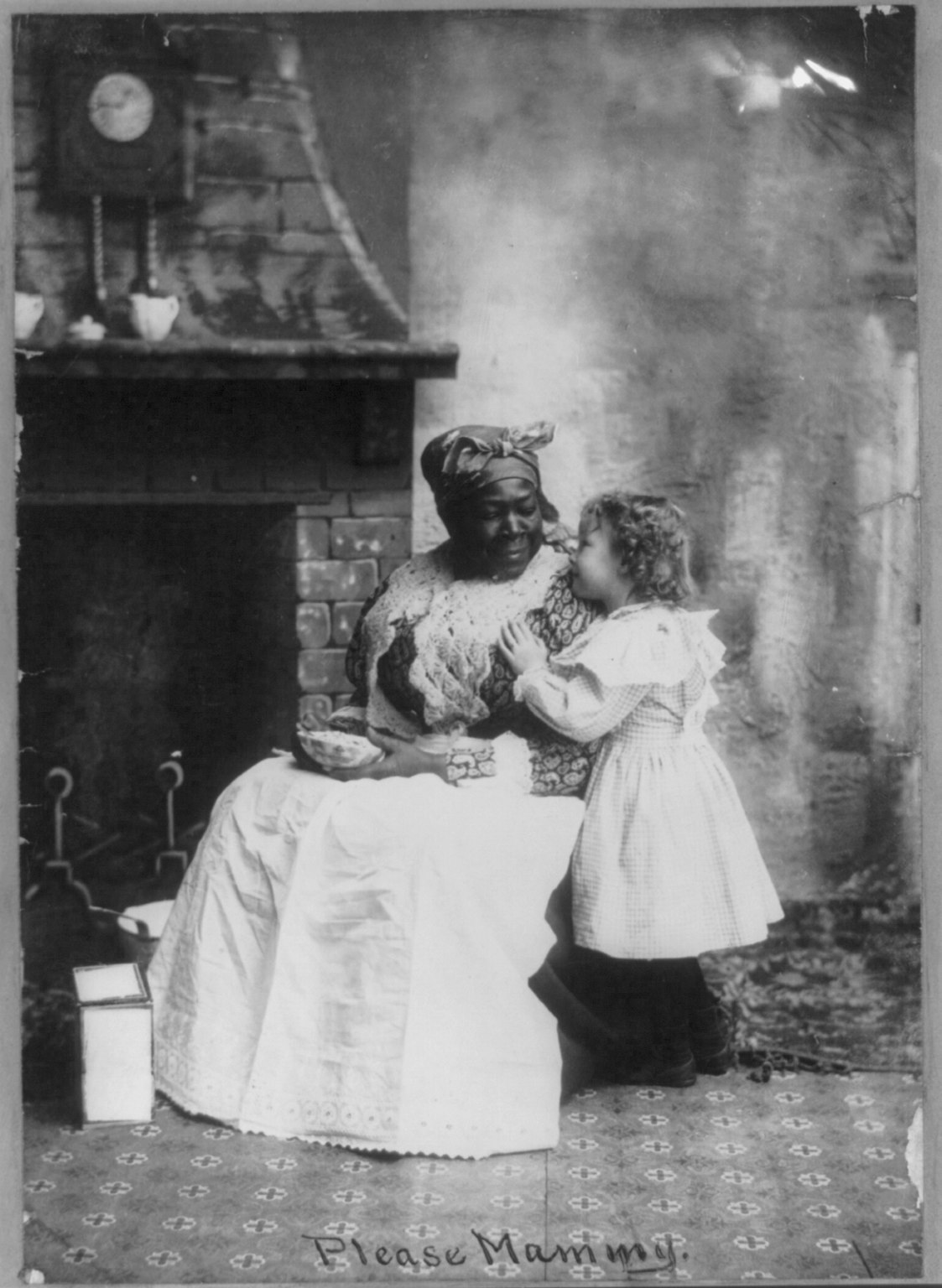
Eine Mammy, die ein weißes Kind betreut (Foto von 1899).

Mammy ist die abwertende Bezeichnung und Anrede für afro-amerikanische Kindermädchen, deren Erscheinungsbild und Kleidungsstil einem bestimmten rassistischen Stereotyp entsprechen. Das Wort hat seinen Ursprung in den Kolonialzeiten der Vereinigten Staaten im 18. Jahrhundert, als weibliche Sklaven in weißen Haushalten die Betreuung und Erziehung der Kinder übernehmen mussten.

## Historischer Hintergrund
Die Anrede „Mammy“ wurde etwa Mitte des 18. Jahrhunderts von britischen Kolonialisten geprägt. Sie stellt die bewusst abwertende Slangform des Wortes „Nanny“ dar und sollte das schwarze Kindermädchen vom weißen trennen. „Mammy“ wurde von Anfang an ausschließlich für afro-amerikanische Sklavinnen gebraucht, die in weißen Haushalten auf die Kinder aufpassen und sie erziehen sollten. Die Erziehung, Aufsicht und Betreuung schwarzer (eigener) Kinder wurde dabei oft vernachlässigt, weil die Sklavenhalter es meist so verlangten – nach deren Auffassung hatten weiße Kinder Vorrang. 
Da schwarze Sklaven in den USA bis ins späte 19. Jahrhundert als „minderwertig“ und als „Nutzvieh“ betrachtet wurden, erging es auch den Mammys nicht viel besser. Bei kleinsten Verstößen oder Regelbrüchen mussten sie nicht selten brutale und menschenunwürdige Bestrafungen und Beschimpfungen über sich ergehen lassen. Die psychischen wie körperlichen Folgen bekamen dann oft die eigenen Kinder zu spüren. Selbst nachdem am 18. Dezember 1865 die Sklaverei in den USA mit Inkrafttreten des 13. Zusatzartikels zur Verfassung der Vereinigten Staaten offiziell abgeschafft wurde, dauerte es noch Jahrzehnte, bis auch den „Mammys“ (wie den Schwarzen generell) mehr Bürgerrechte und bessere Arbeitsbedingungen zugesprochen wurden.

## Stereotypen und Klischees
Das klassische stereotypische Bild der „Mammy“ wurde in den 1820er Jahren populär. Die „klassische Mammy“ ist afrikanisch-stämmig, dunkelhäutig und meist ältlich. Sie wird durchweg als mehr oder weniger stark übergewichtig, aber muskulös, mit breiten Schultern und großen Händen dargestellt. Ihr Bekleidungsstil entspricht ganz dem einer Haushälterin und Nanny: zu weiten Blusen und einfachen Röcken trägt sie eine (meist weiße) Schürze und einfache Schlappen. Als Kopfbedeckung dient ein frontal zugeknotetes Kopftuch. 
Ein beliebtes Klischee sieht vor, dass Mammys sich gern verschwenderisch mit kitschigen Accessoires (besonders Armreife, Ringe und Kreolen) schmücken. Der Charakter einer klassischen Mammy wird durchweg als mütterlich, rührselig, aber streng und autoritär beschrieben. Ihre Stimme klingt oft laut und herrisch, und ihre Sprechweise ist von einem „gebrochenem“ afroamerikanischem Englisch geprägt. Das bekannteste Porträt einer stereotypischen Mammy ist das der Hausangestellten im Filmklassiker Vom Winde verweht (gespielt von Hattie McDaniel); ebenfalls sehr bekannt ist Mammy Two-Shoes aus der Zeichentrickserie Tom und Jerry (gesprochen von Lillian Randolph).

## Mammys in modernen Rezeptionen
Das stereotypische, „klassische“ Bild der Mammy hat besonders in den USA zu stark abweichenden Ansichten geführt. Während das Bild der Mammy einerseits als rassistisch und diskriminierend wahrgenommen wird (besonders von Schwarzen), hat es gleichzeitig eine starke Romantisierung erfahren. So gelten Mammys bis heute als der Inbegriff von mütterlicher Fürsorge, Strenge und Geborgenheit. Bereits antike Postkartenmotive des frühen 19. Jahrhunderts zeigen Mammys mit weißen Kindern beim Einkaufsbummel oder Spaziergang im Park. Oder sie zeigen Mammys, die eine Gruppe spielender Kinder betreuen, es spielen dann stets weiße und schwarze Kinder gemeinsam. Solche oft stark verkitschten Motive sollten wohl einerseits die positiven Berufs- und Charaktereigenschaften einer Mammy hervorheben, gleichzeitig aber auch die tatsächlichen menschenunwürdigen Berufs- und Lebensbedingungen übertünchen.